# Canale d’Agordo
Canale d’Agordo (1964 előtt Forno di Canale, velenceiül Canal) település Olaszországban, Veneto régióban, Belluno megyében. Lakosainak száma 1050 fő (2023. január 1.). Canale d’Agordo Cencenighe Agordino, Falcade, Rocca Pietore, Taibon Agordino, Primiero San Martino di Castrozza, Vallada Agordina és Siror községekkel határos.

## Népesség
A település népességének változása:
| Lakosok száma | 1115 | 1117 | 1050 |
|               | 2017 | 2018 | 2023 |

A település híres szülötte I. János Pál pápa.